# White (Dacota do Sul)
White é uma cidade localizada no estado norte-americano de Dacota do Sul, no Condado de Brookings.

## Demografia
Segundo o censo norte-americano de 2000, a sua população era de 530 habitantes.
Em 2006, foi estimada uma população de 499, um decréscimo de 31 (-5.8%).

## Geografia
De acordo com o United States Census Bureau tem uma área de
1,9 km², dos quais 1,9 km² cobertos por terra e 0,0 km² cobertos por água.

## Localidades na vizinhança
O diagrama seguinte representa as localidades num raio de 20 km ao redor de White.